# Dennis Lotter
Dennis Lotter (* 13. Juli 1981 in Tübingen) ist ein deutscher Wirtschaftswissenschaftler. Er ist seit 2015 Professor und Studiendekan des Masters Business Development & Digital Innovation an der Hochschule Fresenius. Zudem verantwortet er in seiner Funktion als akademischer Leiter der Gründungsförderung die PioneerLab Entrepreneur Academy.

## Leben
Nach dem Abitur am Helmholtz-Gymnasium Karlsruhe und Tätigkeiten in der Medienbranche studierte er Betriebswirtschaftslehre an der Hochschule Heidelberg. Während seiner nebenberuflichen Promotion über „verantwortliche Unternehmensführung in Familienunternehmen“ an der Comenius-Universität gründete er ein Beratungsunternehmen und war u. a. für die Villeroy & Boch AG tätig. Neben seiner Tätigkeit als Professor und Studiendekan an der Hochschule Fresenius leitet er das Institut für Sustainable Leadership & Change.

## Lehre, Forschung und Erwachsenenbildung
Dennis Lotter lehrte in unterschiedlichen Bachelor- und Masterprogrammen an den Hochschulen in Heidelberg, Offenburg und Graz.
Er hat an der Entwicklung von Zertifikatslehrgängen und Weiterbildungen für Bildungsinstitutionen mitgewirkt und betreibt eine Akademie für Weiterbildung. Seine Trainings- und Forschungsschwerpunkte liegen insbesondere auf den Themen Agile Führung, Agiles Business Development, Innovation sowie Nachhaltiges Management. Dazu führte er verschiedene Forschungsprojekte mit Praxispartnern durch. Lotter ist Autor des Corporate-Social-Responsibility-Fachbuchs Der CSR-Manager und des Fachbuchs Digital Transformation Design – 33 Prinzipien, wie Sie Organisationen ins intelligente Zeitalter führen. Neben seinen Veröffentlichungen fungiert er als Referent sowie Moderator auf Konferenzen und Tagungen.

## Belege
1. ↑  Business Development & Digital Innovation
2. ↑  Entrepreneur Academy.
3. ↑  Institut für Sustainable Leadership & Change
4. ↑  Akademie für Weiterbildung.
5. ↑  Jerome Braun, Dennis Lotter: Der CSR-Manager: Unternehmensverantwortung in der Praxis. 3., überarbeitete u. erweiterte Auflage. ALTOP Verl, München 2014, ISBN 3-925646-54-X.

| Personendaten    | Personendaten                        |
| ---------------- | ------------------------------------ |
| NAME             | Lotter, Dennis                       |
| KURZBESCHREIBUNG | deutscher Wirtschaftswissenschaftler |
| GEBURTSDATUM     | 13. Juli 1981                        |
| GEBURTSORT       | Tübingen                             |